# Голубь (проект)
Проект «Голубь» (англ. Project Pigeon), позже переименованный в Проект «Orcon» (англ. Project Orcon от Organic Control) — экспериментальный проект, разработанный во время Второй мировой войны в США. Цель проекта заключалась в использовании голубей для наведения ракет на наземные и морские цели с высокой точностью.

## История создания
Инициатива проекта принадлежала известному бихевиористскому психологу Берресу Фредерику Скиннеру. Вдохновлённый наблюдением за полётом птиц рядом с поездом в 1940 году, Скиннер задумался о возможности использования их манёвренности и острого зрения для управления ракетами. Он выбрал голубей, так как уже имел опыт работы с этими животными и считал их более предсказуемыми, чем другие виды птиц.
Скиннер неоднократно пытался заинтересовать своим проектом военные ведомства, но получал отказ. В итоге, ему удалось убедить частную компанию General Mills предоставить техническую и финансовую поддержку проекту.

## Методы и технологии
Скиннер разработал методику обучения голубей на основе оперантного обусловливания. Птицы должны были научиться клевать по изображению цели на экране, за что получали поощрение в виде зерна. После обучения голуби помещались в носовую часть ракеты, где перед ними располагался экран, связанный с оптической системой — камера-обскура. Когда изображение цели смещалось, голуби клевали в направлении цели, тем самым посылая сигналы для корректировки траектории ракеты через пневматические или электрические механизмы.
Для того чтобы убедиться в надёжности и эффективности голубей в условиях реальных боевых действий, команда Скиннера провела серию стресс-тестов, имитирующих экстремальные условия, с которыми птицы могли столкнуться во время выполнения миссии. Так рядом с птицами имитировали громкие звуки выстрелов, яркие вспышки взрывов, помещали их в барокамеру с пониженным давлением и в центрифугу, помещали в камеру с низкой и высокой температурой. Несмотря на все экстремальные условия, голуби продолжали точно клевать по цели на экране. Это свидетельствовало об эффективности использованных методов обучения и способности птиц адаптироваться к экстремальным условиям.

## Открытие шейпинга
Во время проекта «Голубь» команда Скиннера пыталась обучить голубя катанию шарика, но голубь не проявлял нужного поведения спонтанно. Поэтому исследователи начали поощрять любые действия голубя, которые приближали его к нужному действию. Сначала поощрялся шаг в сторону шарика, потом наклон головы и наконец удар по шарику. Этот метод последовательного подкрепления действий, всё ближе приближающихся к желаемому поведению, и получил название «шейпинг».

## Развитие проекта
После удачных демонстраций в 1943 году проект получил финансирование от Управления научных исследований и разработок под названием Проект «Голубь». Несмотря на успешные испытания, в 1944 году проект был приостановлен из-за приоритетности других технологий.
В 1948 году ВМС США возобновили исследования под названием Проект «Orcon». Целью было определить возможность использования голубей для наведения ракет класса «воздух-поверхность». Были разработаны усовершенствованные тренажёры и системы наведения.

## Завершение проекта и наследие
К 1953 году, с развитием электронных систем наведения, проект «Orcon» был окончательно закрыт. Однако исследования Скиннера внесли значительный вклад в области бихевиористской психологии и кибернетики. Разработанные технологии нашли применение в других военных системах, включая использование электропроводящего стекла в командных центрах кораблей ВМС США и подготовку шимпанзе для программы НАСА «Меркурий».
В 2024 году за создание проекта «Orcon» Скиннеру посмертно присвоили шнобелевскую премию.